# Burgundiska porten

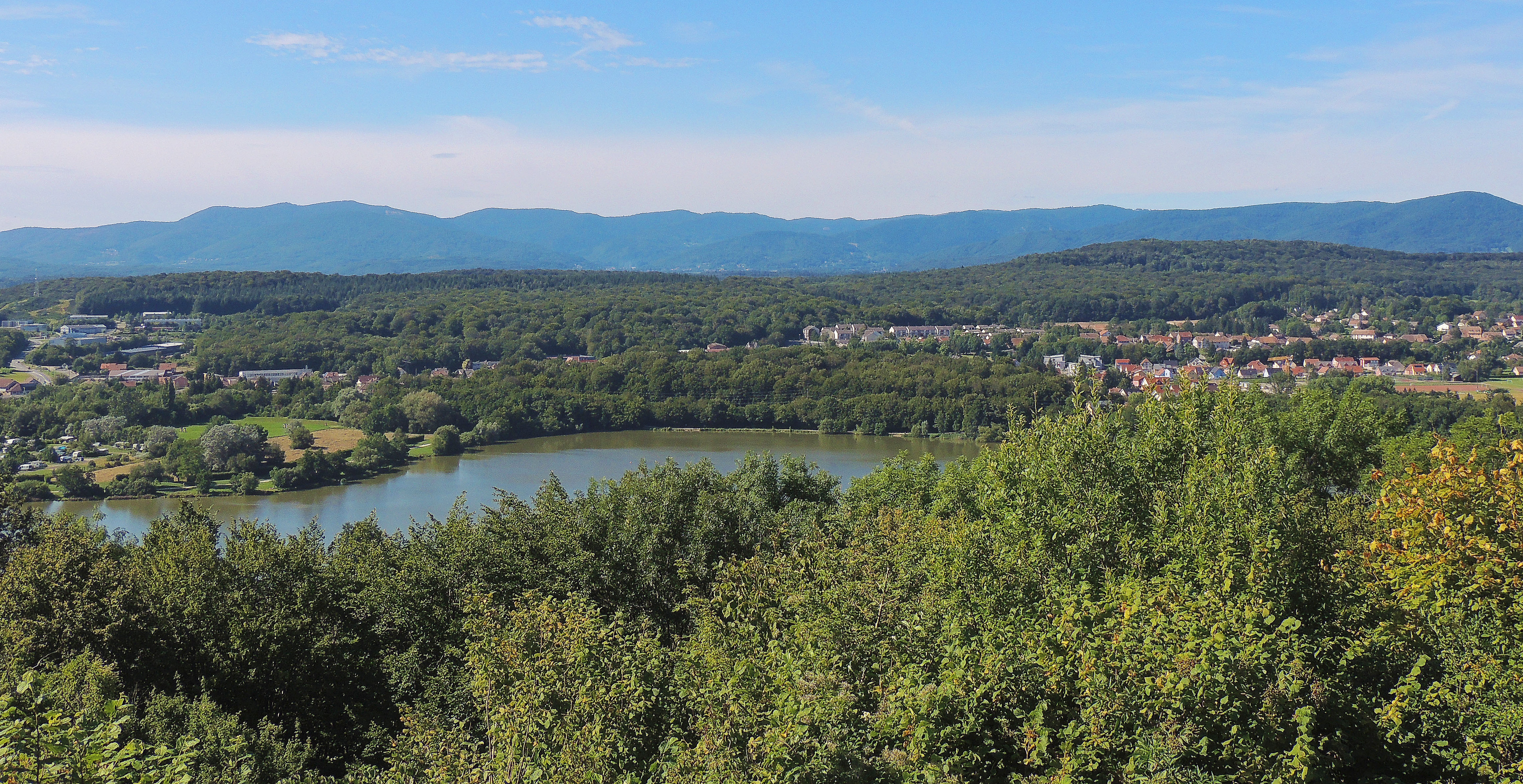

Burgundiska porten (Trouée de Belfort eller Porte de Bourgogne) är en sänka mellan Vogeserna och Jurabergen, genomkorsad av Rhen-Rhônekanalen och järnvägarna från Paris och Lyon till Basel. Burgundiska porten har historiskt varit en viktig förbindelseled mellan norra Europa och Medelhavet.